# Guy Métivier
Pour les articles homonymes, voir Métivier.
Guy Métivier, né le 18 février 1950 à Angers, est un mathématicien français, qui s'occupe d'équations aux dérivées partielles.

## Biographie
Guy Métivier étudie à partir de 1969, à l'École normale supérieure de Saint-Cloud et a obtenu son diplôme de DEA à l'université Paris-Sud à Orsay, en 1971, où il obtient auprès de Charles Goulaouic, son doctorat de 3e cycle, avec la deuxième partie de son doctorat en 1976 également sous la supervision de Goulaouic à l'université Nice-Sophia-Antipolis. Puis, il a été jusqu'en 1980, attaché de recherche du CNRS à Nice et en 1979-1980 professeur associé à l'université Purdue. Il est à partir de 1980, professeur à l'université de Rennes-I et il est, depuis 2002, professeur à l'université de Bordeaux. Il y est le directeur de l'Institut de mathématiques de Bordeaux (IMB).
Il traite des vagues et des ondes non linéaires, d'optique géométrique non-linéaire, d'équations aux dérivées partielles hyperboliques et d'hydrodynamique (par exemple la théorie de la couche limite). Il a publié, entre autres, avec Jeffrey Rauch et Mohammed Salah Baouendi.
Métivier a prouvé un théorème d'unicité semblable à celui d'Erik Holmgren (de) (Cas linéaire) pour les équations différentielles partielles non-linéaires du 1er ordre. C'est là que l'ordre joue un rôle : Métivier fournit des contre-exemples pour les équations différentielles partielles non-linéaires d'ordre supérieur (ou équivalent au problème des systèmes d'équations différentielles partielles).
Métivier est de 1997 à 2007, membre senior de l'Institut universitaire de France. En 1985, il est professeur à l'université Rutgers.
En 2009, il est nommé par le CNRS comme directeur-fondateur du projet de l'Institut de mathématiques du CNRS (INSMI).

## Prix et distinctions
- Médaille de bronze du CNRS (1980)
- Prix Lequeux de l'Académie des sciences (1993)
- Prix Servant (2008)